# Årets idrottshjälte i Ukraina
Årets Idrottshjälte i Ukraina (ukrainska: Герої спортивного року) är en årlig utmärkelse från 2005 (kallades tidigare Ukrainska Idrottspriset) till årets bästa idrottare i Ukraina.

## Vinnarlista

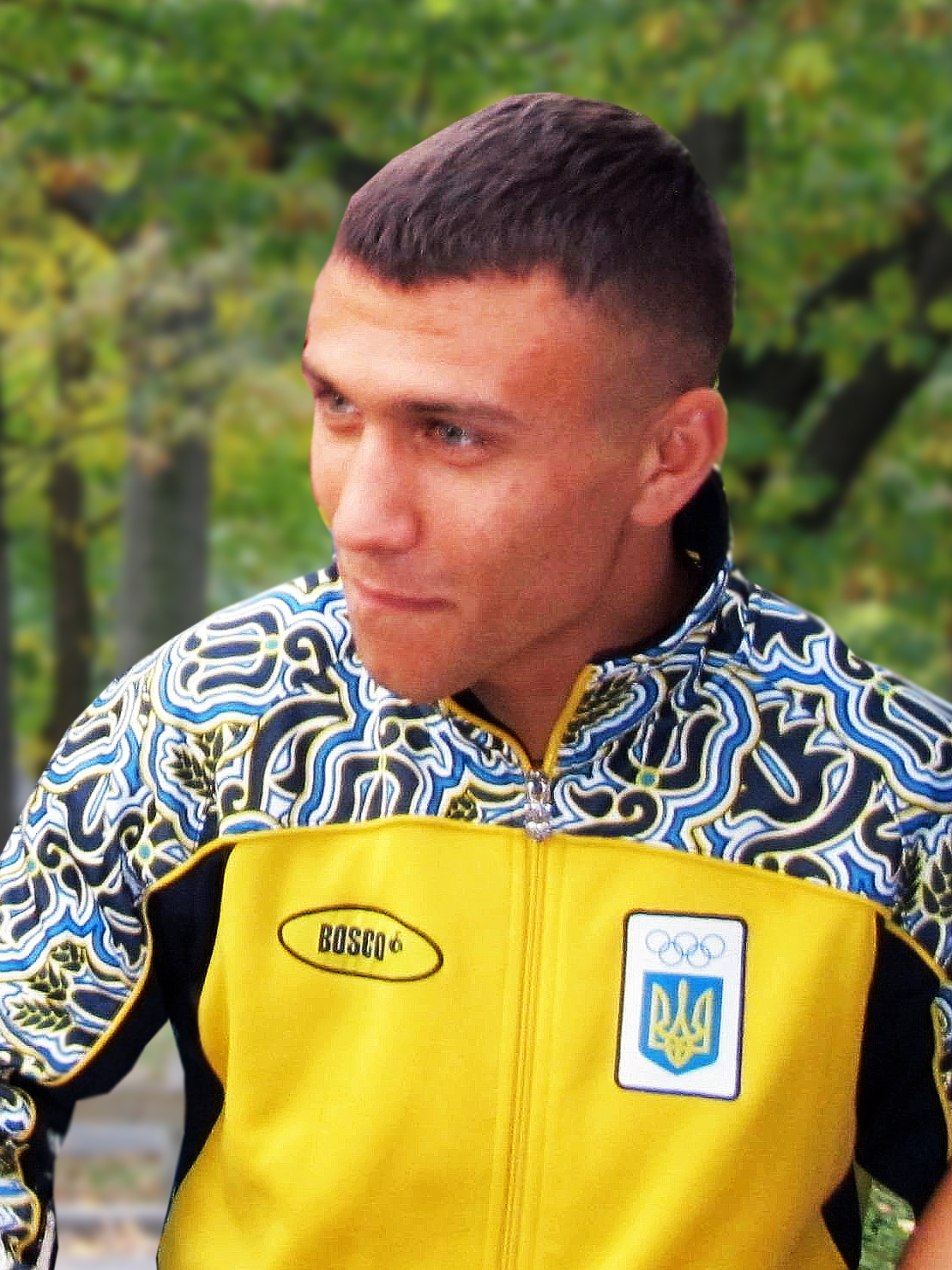
Vasyl Lomatjenko, Ukrainas bästa idrottsman 2008 och 2009.

| År   | Årets Idrottsman               | Gren                | Årets Idrottskvinna    | Gren                | Årets Coach         | Årets Team                             | Årets Sensation          | Folkets röst                | Ref.          |
| ---- | ------------------------------ | ------------------- | ---------------------- | ------------------- | ------------------- | -------------------------------------- | ------------------------ | --------------------------- | ------------- |
| 2005 | Rodion Luka & Heorhij Leontjuk | Kappsegling         | Hanna Bezsonova        | Rytmisk gymnastik   | Oleh Blochin        | Ukrainas herrlandslag i fotboll        | Jurij Krymarenko         | Andrij Sjevtjenko           | [ 1 ]         |
| 2006 | Ivan Hesjko                    | Friidrott           | Iryna Krasnjanska      | Artistisk gymnastik | Inna Korobtjynska   | Sabel Fäktning manligt lag             | Ibrahim Aldatov          | Oleh Lisohor                | [ 2 ]         |
| 2007 | Ibrahim Aldatov                | Fristil (brottning) | Hanna Bezsonova        | Rytmisk gymnastik   | Iryna Derjuhina     | Sabel Fäktning damlag                  | Mykyta Nesterenko        | Volodymyr Klytjko           | [ 3 ]         |
| 2008 | Vasyl Lomatjenko               | Boxning             | Inna Osypenko-Radomska | Kanot racing        | Vadym Hutsajt       | Sabel Fäktning damlag                  | Natalja Dobrynska        | Hanna Bezsonova             | [ 4 ]         |
| 2009 | Vasyl Lomatjenko               | Boxning             | Olha Charlan           | Fäktning            | Anatolij Lomatjenko | Sabel Fäktning damlag                  | Heorgij Zantaraja        | Ej tilldelats               | [ 5 ]         |
| 2010 | Vasyl Fedorysjyn               | Fristil (brottning) | Inna Osypenko-Radomska | Kanot racing        | Dmytro Radomskyj    | Scullerfyra rodd damlag                | Jelyzaveta Bryzhina      | Ej tilldelats               | [ 6 ]         |
| 2011 | Oleksandr Usyk                 | Boxning             | Viktorija Teresjtjuk   | Modern femkamp      | Dmytro Sosnovskyj   | Löpning 4 × 100 meter Friidrott damlag | Jevhen Chytrov           | Ej tilldelats               | [ 7 ]         |
| 2012 | Vasyl Lomatjenko               | Boxning             | Jana Sjemjakina        | Fäktning            | Volodymyr Morozov   | Scullerfyra rodd damlag                | Oleksij Torochtij        | Oleksandr Usyk              | [ 8 ]         |
| 2013 | Bohdan Bondarenko              | Friidrott           | Olena Pidhrusjna       | Skidskytte          | Artem Skorochod     | Sabel fäktning damlag HC Donbass       | Hanna Melnytjenko        | Olha Charlan                | [ 9 ]         |
| 2014 | Oleh Vernjajev                 | Artistisk gymnastik | Olha Charlan           | Fäktning            | Grigorij Sjamraj    | Skidskytte damlag                      | Scullerfyra rodd herrlag | Vita Semerenko Jurij Tjeban | [ 10 ] [ 11 ] |